# C9orf16
C9orf16 (англ. Chromosome 9 open reading frame 16) – білок, який кодується однойменним геном, розташованим у людей на короткому плечі 9-ї хромосоми. Довжина поліпептидного ланцюга білка становить 83 амінокислот, а молекулярна маса — 9 054.
| 10         |  | 20         |  | 30         |  | 40         |  | 50         |
| ---------- |  | ---------- |  | ---------- |  | ---------- |  | ---------- |
| MSGPNGDLGM |  | PVEAGAEGEE |  | DGFGEAEYAA |  | INSMLDQINS |  | CLDHLEEKND |
| HLHARLQELL |  | ESNRQTRLEF |  | QQQLGEAPSD |  | ASP        |  |            |

A: Аланін

C: Цистеїн

D: Аспарагінова кислота

E: Глутамінова кислота

F: Фенілаланін

G: Гліцин

H: Гістидин

I: Ізолейцин

K: Лізин

L: Лейцин

M: Метіонін

N: Аспарагін

P: Пролін

Q: Глутамін

R: Аргінін

S: Серин

T: Треонін

V: Валін

Кодований геном білок за функцією належить до фосфопротеїнів. 